# My Name Is Albert Ayler
My Name Is Albert Ayler är en svensk dokumentärfilm från 2005 i regi av Kasper Collin. 
Filmen skildrar den amerikanske saxofonisten Albert Ayler som hittades död flytandes i East River, New York, 1970, 34 år gammal. Via unikt arkivmaterial, Alberts musik och personer som kände honom skisserar filmen ett porträtt av den unge musikern.
Filmen fick uppmärksammade biograflanseringar i Storbritannien och USA under 2007 och 2008.
Filmrecensionssajten Rotten Tomatoes visar att 94% av kritikerna gillade filmen. Metacritic ger filmen snittbetyget 83/100, och placerar filmen som den 19:de bästa långfilmen 2007 och den tredje bästa dokumentärfilmen.